# 佐藤英敏
佐藤 英敏（さとう ひでとし）は、日本の作曲家。宮城県本吉郡歌津町（現：南三陸町）出身。

## 人物
主にアニメ関連の楽曲の作曲を担当している。声優の林原めぐみのオリジナルソングの多くを作曲していることでも知られている。
代表曲は『新世紀エヴァンゲリオン』のオープニングテーマ「残酷な天使のテーゼ」。
「エッシャープログレッション」という独自の方法で作曲をしている。
8年ぶりに2008年7月開始『スレイヤーズREVOLUTION』のオープニングテーマ「Plenty of grit」の作曲を手がける。2009年2月にテレビアニメ『スレイヤーズEVOLUTION-R』のオープニングテーマ「Front breaking」の作曲を手掛けて以降、2020年まで新曲の発表が途絶える。
2011年5月に「残酷な天使のテーゼ」がJASRAC賞の金賞を受賞した際にコメントを発表。
それ以降は2020年までメディアへの露出が完全に途絶えた。このため、2010年から2019年までの活動状況は不明である。
2020年3月、『スレイヤーズ』シリーズの30周年記念イメージソング「two thumbs up!」を手掛けた。「Front breaking」以来10年1ヶ月ぶりの新曲発表となった。

## 作曲

### アニメ
- 『スレイヤーズ』 1995年
  - Get along（OP 歌：林原めぐみ・奥井雅美）
- 『新世紀エヴァンゲリオン』 1995年
  - 残酷な天使のテーゼ（OP 歌：高橋洋子）
- 『バーチャファイター』 1995年
  - WILD VISION（OP 歌：林浩治）
- 『スレイヤーズNEXT』 1996年
  - Give a reason（OP 歌：林原めぐみ）
- 『セイバーマリオネットJ』 1996年
  - Successful Mission（OP 歌：林原めぐみ）
  - I'll be there（ED 歌：林原めぐみ）
- 『スレイヤーズTRY』 1997年
  - Breeze（OP 歌：林原めぐみ）
  - don't be discouraged（ED 歌：林原めぐみ）
- 『ロスト・ユニバース』 1998年
  - 〜infinity〜∞（OP、歌：林原めぐみ）
  - Starting again（イメージソング、歌：保志総一朗） ※2007年発売
- 『万能文化猫娘』 1998年
  - Fine colorday（OP、歌：林原めぐみ）
  - おやすみなさい 明日はおはよう（ED、歌：林原めぐみ）
  - 笑う科学者（挿入歌、歌：堀内賢雄）
  - マイ・ライフ・イズ・パーフェクト（挿入歌、歌：島津冴子）
  - いつだって青春（挿入歌、歌：神谷明）
  - 夢がたり（挿入歌、歌：林原めぐみ）
- 『影技 SHADOW SKILL』 1998年
  - born Legend（OP 歌：KASUMI）
- 『セイバーマリオネットJtoX』 1998年
  - Proof of Myself（OP 歌：林原めぐみ）
  - Lively Motion（ED 歌：林原めぐみ）
- 『無敵王トライゼノン』 2000年
  - unsteady（OP 歌：林原めぐみ）
  - lost in you（ED 歌：林原めぐみ）
- 『スレイヤーズREVOLUTION』 2008年
  - Plenty of grit（OP 歌：林原めぐみ）
- 『スレイヤーズEVOLUTION-R』 2009年
  - Front breaking（OP 歌：林原めぐみ）

### 特撮
- 『千年王国III銃士ヴァニーナイツ』 1999年
  - question at me（テーマソング　歌：林原めぐみ）
  - 空のように（挿入歌　歌：堀江由衣）

### 映画
- 『スレイヤーズ』 1995年
  - MIDNIGHT BLUE（テーマソング　歌：林原めぐみ）
  - Shining Girl（イメージソング　歌：林原めぐみ）
- 『スレイヤーズRETURN』 1996年
  - Just be conscious（テーマソング　歌：林原めぐみ）
- 『新世紀エヴァンゲリオン劇場版 シト新生』 1997年
  - 心よ原始に戻れ（イメージソング　歌：高橋洋子）
- 『スレイヤーズぐれえと』 1997年
  - Reflection（テーマソング　歌：林原めぐみ）
- 『スレイヤーズごぅじゃす』 1998年
  - raging waves（テーマソング　歌：林原めぐみ）

### OVA
- 『万能文化猫娘』 1992年
  - 私にハッピーバースデイ（OP 歌：林原めぐみ）
- 『スレイヤーズすぺしゃる』 1996年
  - 限りない欲望の中に（テーマソング　歌：林原めぐみ）
- 『影技 SHADOW SKILL』 1996年
  - Solid Desire （OP 歌：KASUMI）
- 『万能文化猫娘DASH!』 1998年
  - A HOUSE CAT（OP 歌：林原めぐみ）

### ラジオドラマ
- 『スレイヤーズEX.（えくすとら）』 1995年
  - Going History（OP 歌：林原めぐみ）
  - 灼熱の恋（ED 歌：林原めぐみ）
- 遙かなる時空の中で　歌草紙　涼風の宴 2004年
  - 遼遠の旅路を行け

### ゲーム
- 『スレイヤーズろいやる』（セガサターン） 1997年
  - Touch Yourself（テーマソング　歌：林原めぐみ）

### その他
- 『どうしたんだ?MYハート』（長与千種 EP盤 ） 1988年
  - どうしたんだ?MYハート（A面）
  - 眠れないメモリー（B面）
- 『GAUCHE』（南野陽子 13thアルバム） 1989年
  - 鏡の中のエトランゼ
- 『笑顔の魔法』（高橋由美子 3rdシングル） 1991年
- 『Perfume』（林原めぐみ） 1992年
  - ハートの行方 -MEMORIES FOREVER-
- 『SPHERE』（林原めぐみ） 1994年
  - be Natural
  - Living in the same time 〜同じときを生きて〜
- 『HAPPY ICECREAM』（菅野美穂）1995年
  - 追伸
  - 忘れなくちゃね
- 『NEON GENESIS EVANGELION III』1996年
  - THE HEADY FEELING OF FREEDOM
  - Good, or Don't Be.
- 『ナースエンジェルりりかSOS Heart-Aid 2nd〜ハート・エイド・セカンド〜』1996年
  - もう一度会えたなら（歌:麻生かほ里）
- 『Irāvatī』（林原めぐみ） 1997年
  - Deja vu
- 『機動戦艦ナデシコ~明日の艦長はキミだ!』 1997年
  - 飛翔(はばた)けゲギ・ガンガー3（金田めろん）
- 『絶対少年』（鈴木真仁）1997年
  - 絶対少年
- 『アキハバラ電脳組 Rubification-C.T.i.A/C.I.S』 1998年
  - 華も実もある人生だけど… （歌：本多知恵子、玉川紗己子）
  - LADY COMMANDERS（歌：本多知恵子、玉川紗己子、かかずゆみ）
- 『the BEST of SLAYERS』 1999年
  - SLAYERS 4 the future（歌：林原めぐみ・松本保典・鈴木真仁・緑川光）
  - EXIT→RUNNING（歌：林原めぐみ）
  - 眠れない夜は…（歌：林原めぐみ・奥井雅美）
  - FAIR WIND（歌：N.O.V.A）
  - BRAVE SOULS〜give a reason（歌：L.O.N）
  - Power of ∞（歌：Mabical Vox）
- 『アキハバラ電脳組(2)]』
  - DO YOUR BEST（島涼香）
- 『KASUMI the serious joker』（松村香澄）1999年
  - BRAVE SOULS〜give a reason（ニュー・ヴォーカル&リミックス）
  - Solid desire（ニュー・ヴォーカル&リミックス）
  - over ONE（リミックス）
  - born Legend（リミックス）
- 『「セイバーマリオネットJtoX」歌集〜ジャポネスク初花月乙女紀行（はつはなづきおとめきこう）』 1999年
  - get the Mind（松村かすみ）
- 『仙界伝・封神演義 歌宴』1999年
  - キスキッス（四不象:増川洋一）
- 『「彼氏彼女の事情」Setsu・Getsu・Ka』1999年
  - seek!（榎本温子,渡邉由紀,山本麻里安）
- 『ふわり』（林原めぐみ）1999年
  - 7センチの距離
  - question at me（Album Version）
  - 雨のち曇りのち晴れ
  - 〜それから〜
  - ふたりぐらし
- 『アキハバラ電脳組 ヴォーカルアルバム Monument-C.T.i.A/H&H』 2000年
  - DESTINY（島涼香&かかずゆみ）
- 『「おジャ魔女どれみ#」MAHO堂CDコレクション ソロ 瀬川おんぷ』 2000年
  - half point（歌：宍戸留美）
- 『仙界伝封神演義 歌宴II』 2000年
  - 蒼き光へ(静寂の編)（ヨウゼン:千葉進歩）
- 『シスター・プリンセス — オリジナル・サウンドトラック Angel Jukebox』 2001年
  - マーブルチョコの日々（花穂&衛:望月久代&小林由美子）
  - 夕日の願い（鞠絵&春歌:柚木涼香&かかずゆみ）
  - 想い（歌：桑谷夏子・堀江由衣、hidetoshi sato名義）
- 『デ・ジ・キャラット　でじこのサウンドマジック』 2001年
  - I'll be your man（鈴木千尋）
- 『sky』（堀江由衣 3rdアルバム） 2003年
  - 見つめられたら〜when I fallin' love with you
- 『「ヒカルの碁」キャラクターソングシングル「綺羅」』（小林沙苗）2003年
  - 綺羅
  - 綺羅（remix）
- 『キャラクターソング&BGM集 ウルトラマニアックMagical Songs』 2003年
  - 同じ景色（神田朱未）
- 『乙女はお姉さまに恋してる キャラクターイメージソング PART1』 2006年
  - Love is（歌：松来未祐）

## 作曲を担当したミュージシャン
- 高橋洋子
- 林原めぐみ
- 保志総一朗
- 堀江由衣